# Leopoldo Brentano

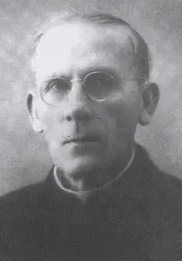
Pe. Leopoldo Brentano

Leopoldo Brentano (Estrela, 5 de fevereiro de 1884 — Rio de Janeiro, 8 de outubro de 1964) foi um padre jesuíta, educador, escritor, tradutor e jornalista brasileiro.

## Biografia
Filho de Antônio Brentano e de Bárbara Gerliard Brentano, submeteu-se, entre 1897 a 1903, aos estudos preparatórios no Seminário S. José, em Pareci Novo. De 1903 a 1906, fez-se noviço e discente de retórica em Torres Vedras, Portugal. De 1906 a 1909, cursou filosofia e ciências naturais em Valkenburg aan de Geul, nos Países Baixos. De 1915 a 1919, graduou-se em teologia em São Leopoldo, no Rio Grande do Sul. Ordenou-se sacerdote em 16 de janeiro de 1918.
Foi educador, escritor e jornalista, respectivamente, de 1909 a 1915 e de 1921 a 1934. Após ter estudado e observado diretamente o movimento operário cristão na Europa, dedicou-se a idêntico movimento no Brasil. Criou, então, em 15 de março de 1932, o movimento operário católico Círculos Operários, coordenado na Confederação Nacional dos Círculos Operários, no município de Pelotas.
O Círculo Operário Pelotense (COP) foi fundado como concretização de um movimento gestado pela Igreja Católica na cidade, visando organizar e auxiliar o operário. Por isso, dois eixos eram primordiais: assistência social e formação de lideranças. A história do COP precede sua formação.
A organização surgiu a partir de 1930. Iniciativa do Pe. Brentano, por sua preocupação com o relacionamento entre a Igreja e os operários, ele foi projetado na Congregação Mariana de Moços, dirigida pelo sacerdote e reunindo representantes do Colégio Gonzaga. O COP teve, como embrião, uma escola para adultos que funcionava na própria Congregação.
Após essa experiência, Pe. Brentano realizou diversas sessões de estudo para criar uma entidade operária de inspiração católica, que redundasse em uma organização forte, objetivando promover a formação de líderes operários segundo a doutrina social da Igreja. Nesses estudos, Pe. Brentano tomou ciência principalmente das encíclicas sociais Rerum Novarum e Quadragesimo Anno, bem como das ideias de Alceu Amoroso Lima, da organização da Legião Cearense do Trabalho, da Cooperativa dos Ferroviários de Santa Maria, além do corporativismo.
Desses estudos, surgiram o modelo do Círculo Operário Pelotense e o modelo de todo o movimento circulista, com suas propostas, com sua organização e com seus métodos. Após apresentar tais ideias à cúpula da Igreja, em Pelotas, no início de 1932, foi convocada uma reunião com os trabalhadores, no dia 8 de janeiro, na qual ficou definida a data de fundação da entidade para 15 de março do mesmo ano.
Em 1937, foi transferido para o Rio de Janeiro, onde instalou a sede do movimento, que, na época, já havia se espalhado por todo o Brasil. No Rio de Janeiro, organizou o Secretariado Econômico Social, da Ação Católica Brasileira, posteriormente denominado Departamento de Ação Social Católica. Tal foi sua atuação em prol das primeiras conquistas trabalhistas que, em 12 de maio de 1942, a Confederação Nacional de Círculos Operários foi reconhecida, pelo Decreto n.º 7.164, como órgão consultivo e técnico do Ministério do Trabalho.
Em 1945, participou da Semana Interamericana de Ação Católica, em Santiago, no Chile, onde sua comunicação sobre a eficiência de circulismo no Brasil provocou a criação de organismo semelhante em toda a América Latina, em contraposição à abertamente marxista Confederação de Trabalhadores, que já existia no continente.
Pe. Brentano auferiu ótimos resultados na Argentina, na Venezuela, na Colômbia e em outras nações. Em seguida, visitou os principais movimentos trabalhistas europeus, isto na Itália, na Suíça, na França, na Inglaterra, na Bélgica, na Holanda e na Espanha. 
Faleceu durante as comemorações da Semana Circulista, que corriam por todo o Brasil, no dia 8 de outubro de 1964, no Rio de Janeiro.
Ao menos quatro logradouros brasileiros homenageiam o sacerdote. São eles:
- Avenida Padre Leopoldo Brentano, no bairro Humaitá, em Porto Alegre/RS;
- Rua Padre Leopoldo Brentano, no bairro do Barro Branco, em São Paulo/SP;
- Rua Padre Leopoldo Brentano, no bairro Nossa Senhora do Sion, em Itanhaém/SP; e
- Rua Leopoldo Brentano, no bairro Santo Inácio, em Esteio/RS.

## Obras
- Guia do Assistente Eclesiástico do Círculo Operário (1939)
- Círculos Operários: Sua Origem, Sua Organização, Suas Realizações (1940)
- A Rerum Novarum e Seu Quinquagésimo Aniversário (1941)
- O Clero e Ação Social (1942)
- Páscoa dos Operários: Plano de Ação (1943)
- Consagração das Famílias ao Sagrado Coração de Jesus (1943)
- Formação Social do Clero (1956)